# نادي موجهاي اباسين
نادي موجهاي اباسين (بالفارسية: باشگاه فوتبال موج‌های اباسین) (بالبشتوية:داباسين ځپې) ، هي نادي رياضي لكرة القدم في العاصمة الأفغانية كابل ، أسست سنة 2012م، وتلعب في الدوري الأفغاني الممتاز.